# 本土艦隊
本土艦隊（The Home Fleet），負責防衛英國周邊海域的英國海軍艦隊。

## 第一次世界大戰
1902年，沿岸警備為主要目的之本土艦隊編成，1904年改稱海峽艦隊，1909年取消海峽艦隊稱號。
第一次世界大戰爆發後，本土艦隊與大西洋艦隊（英國）整合，並參與了日德蘭海戰，和德意志帝國海軍對峙。

## 戰間期至二戰
新的本土艦隊再次建立，此時有戰艦6艘、巡洋戰艦2艘、巡洋艦3艘、驅逐艦27艘、潛艦6艘、航空母艦2艘。
1941年，參與追擊俾斯麥號戰列艦、歐根親王號重巡洋艦行動。

## 戰後至今
冷戰時期，強調與北約合作，在北大西洋防禦蘇聯海軍。至1967年，改編成西方艦隊（Western Fleet）。